# Čardačine
Čardačine är en ort i Bosnien och Hercegovina.   Den ligger i entiteten Republika Srpska, i den östra delen av landet, 120 km nordost om huvudstaden Sarajevo. Čardačine ligger 99 meter över havet och antalet invånare är 517.
Terrängen runt Čardačine är platt.Närmaste större samhälle är Bijeljina, 6,2 km norr om Čardačine.
Trakten runt Čardačine består till största delen av jordbruksmark. Runt Čardačine är det ganska tätbefolkat, med 96 invånare per kvadratkilometer.